# Явне (Ізраїль)
Явне (івр. יַבְנֶה) — невелике місто (бл. 32 тис. жителів) у Центральному окрузі Ізраїлю.

## Історія
У Торі Явне згадується під назвою Ябне/Явніель (Нав. 15:11) як прикордонне поселення між  наділами колін Дана та Юди. Пізніше його мури були зруйновані царем Уззією в битві проти філістимлянів (2Пар. 26:6).
Римляни називали це місто Ямнією. Після зруйнування Другого Храму в 70 році н.е. раббі Йоханан бен Закай переніс Сінедріон до Явне. 
Хрестоносці назвали місто Ібеліном (на честь дворянської родини, що відіграла важливу роль в Єрусалимському королівстві, пізніше — Кіпрському королівстві) і побудували в ньому за́мок в 1141 році. Ібелін здався Салах ад-Діну в 1187 році.
Сучасне Явне засноване 1949 року.

## Явне за сучасності
За переписом населення 2001 року переважну більшість жителів Явне склали євреї.
У місті діють 16 початкових та 9 старших шкіл (2000 рік). 

## Галерея

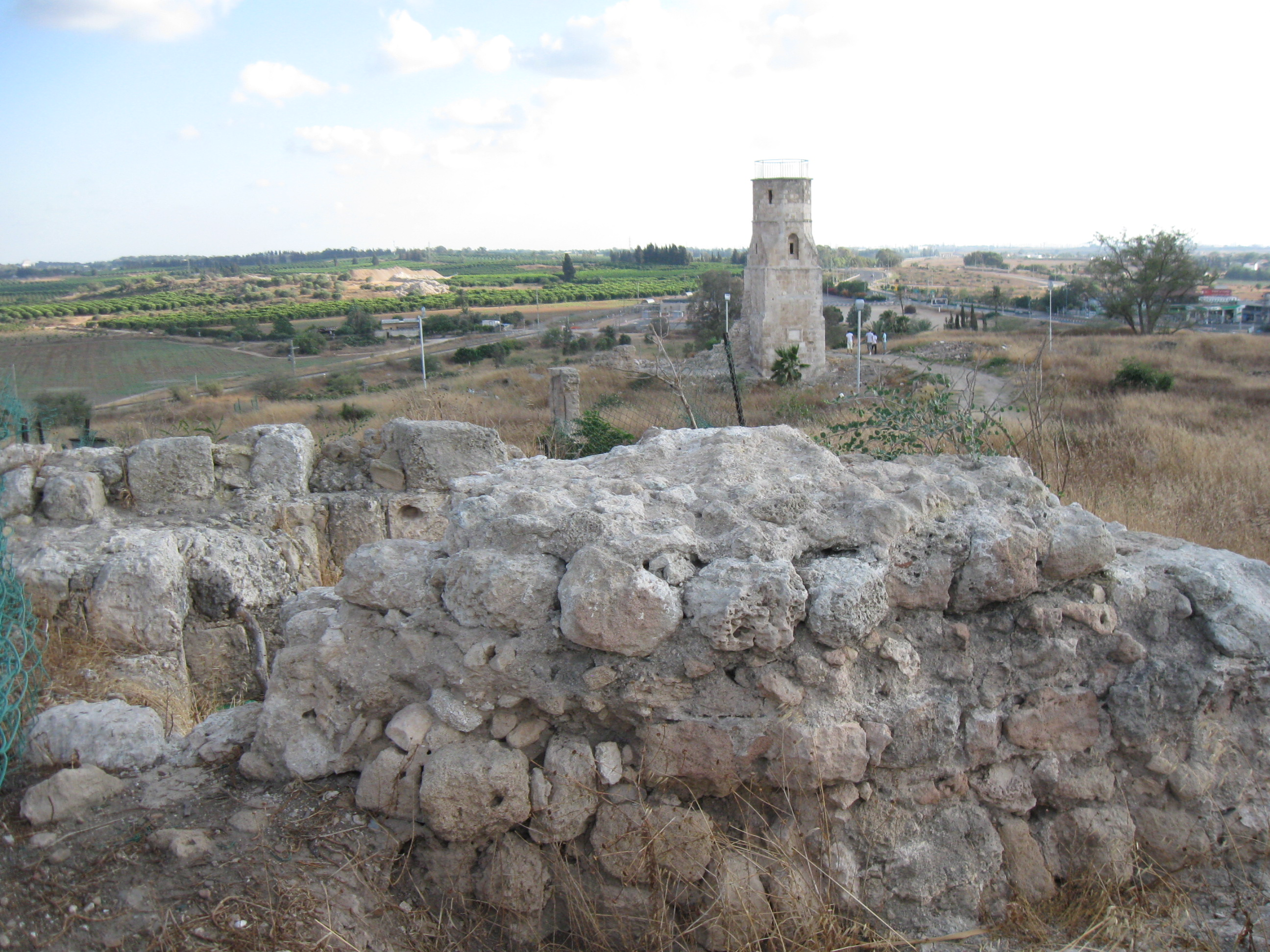
Старі руїни
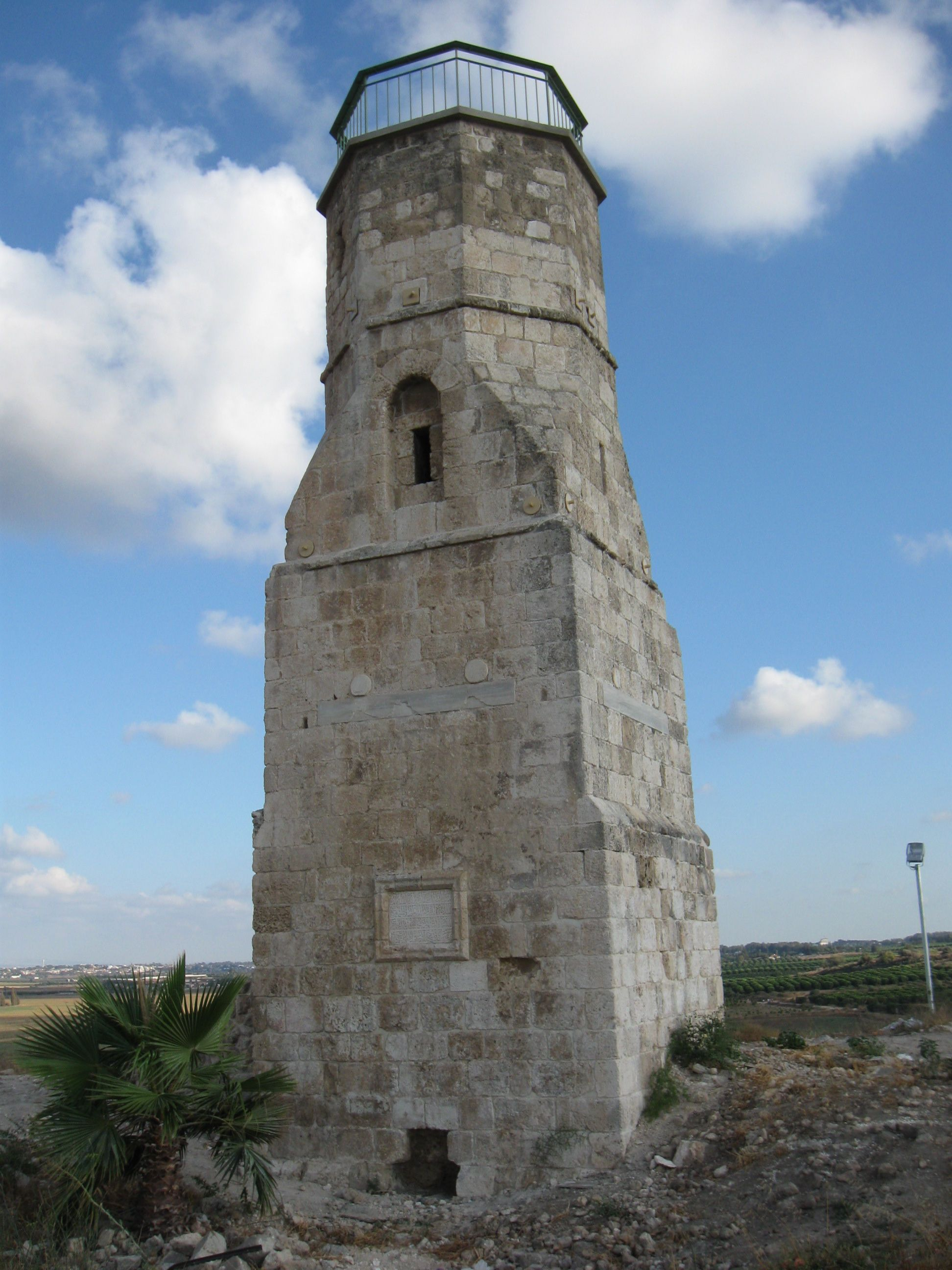
Башта поблизу міста
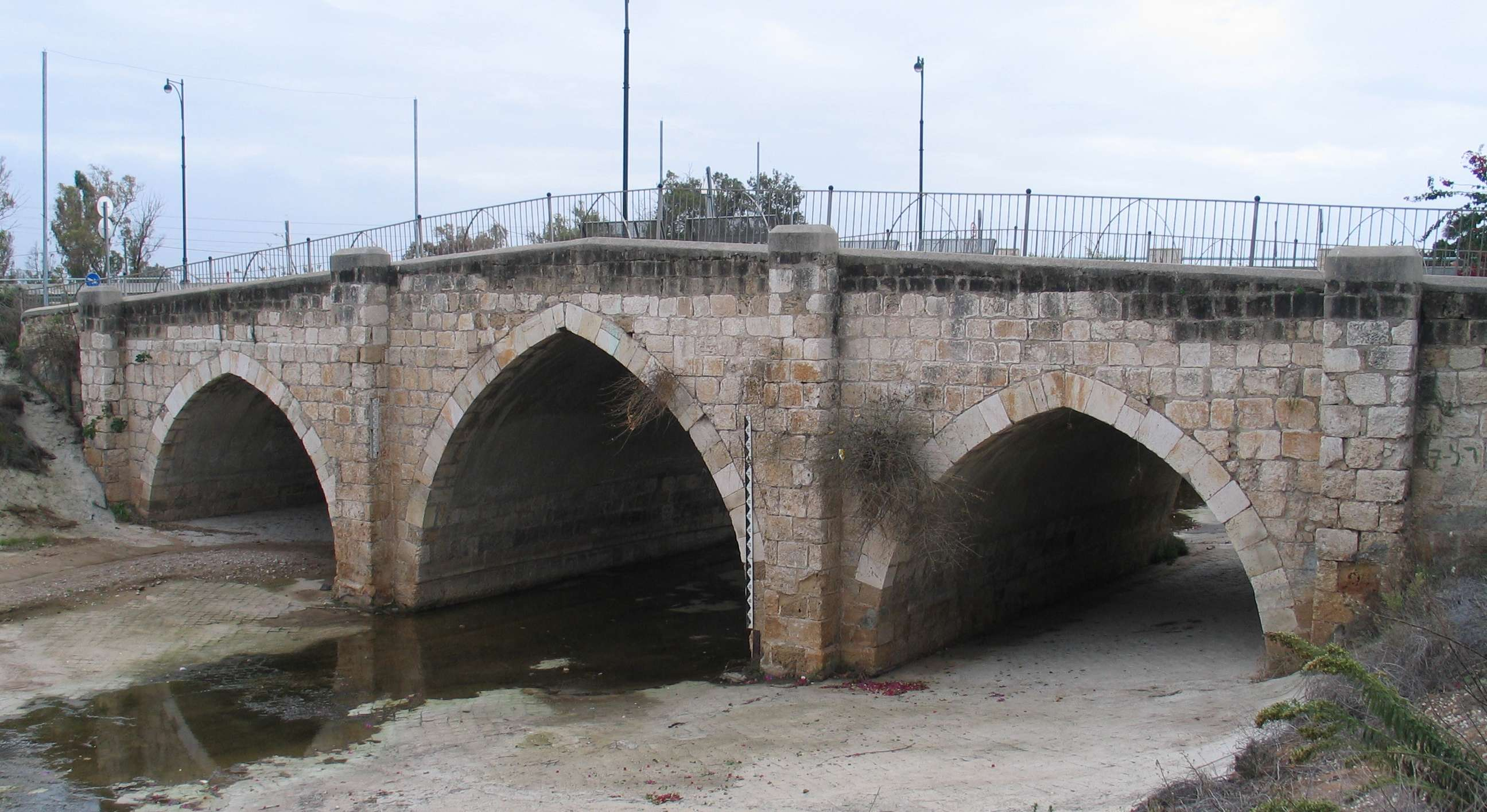
Мамлюцький міст неподалік міста
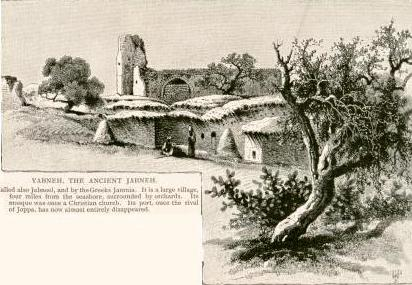
біблійне Ябне
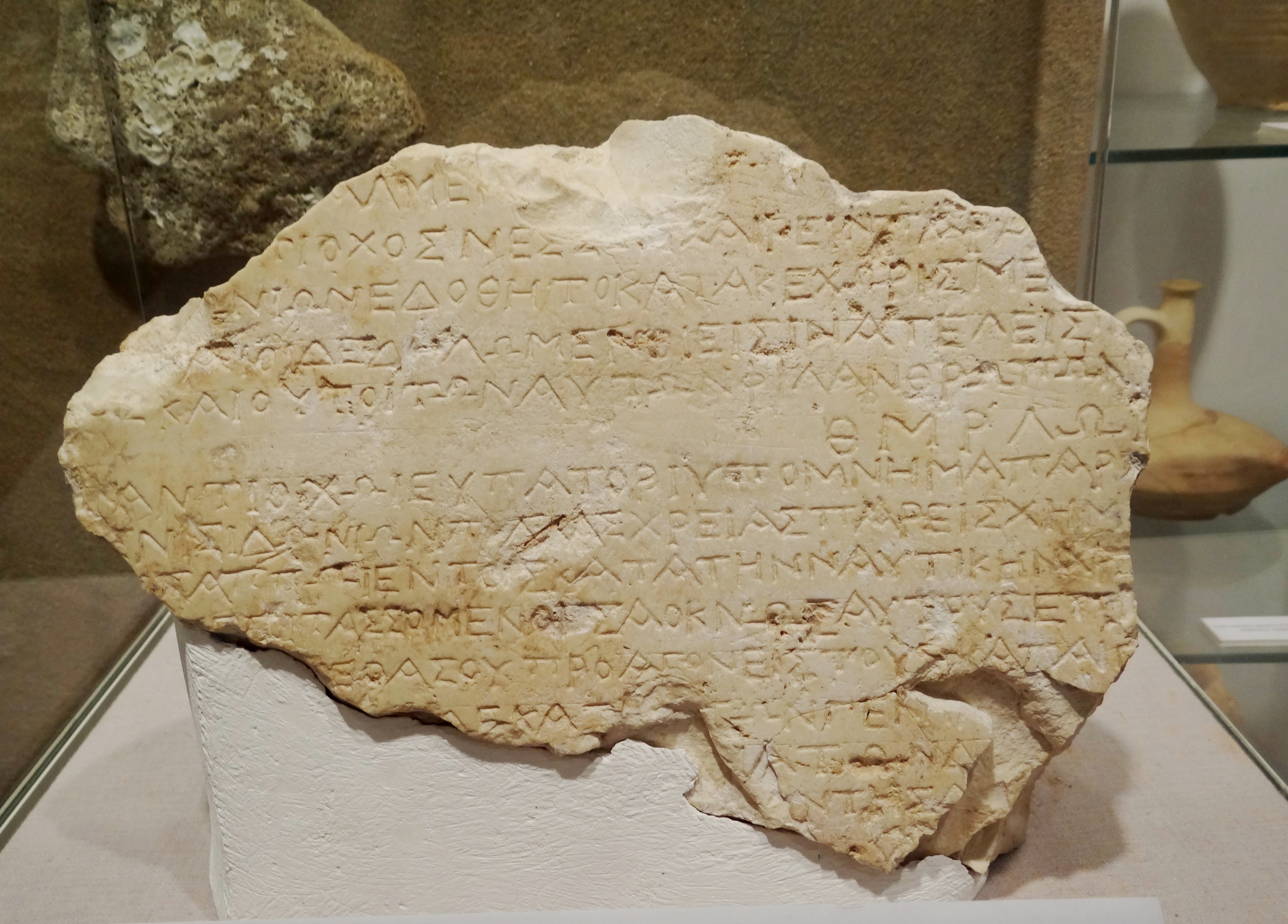
Декрет Антіоха V про привілеї для сидонців з порту Явне.